# Maesa confusa
Maesa confusa là một loài thực vật có hoa trong họ Anh thảo. Loài này được (C.M. Hu) Pipoly & C. Chen mô tả khoa học đầu tiên năm 1995.